# Карл Еміль Петтерссон

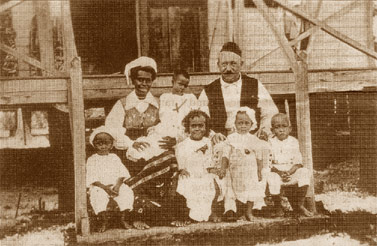
Карл Еміль Петтерссон з родиною, 1918 рік

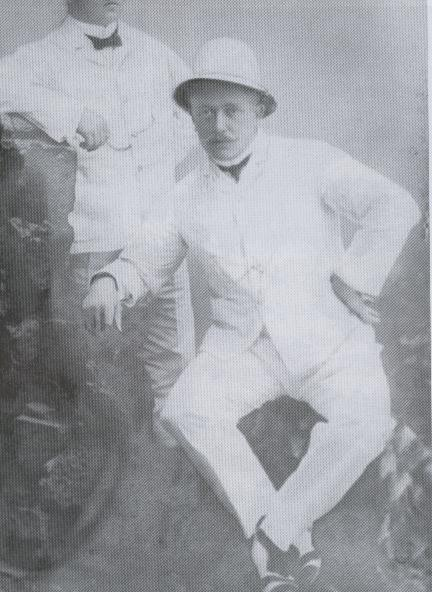
Карл Еміль Петтерссон, 1907 рік

Карл Еміль Петтерссон (швед. Carl Emil Pettersson; нар. 4 або 23 жовтня 1875, Стоксторп, Соллентуна, Швеція — пом. 12 травня 1937, Сідней, Австралія) — шведський мореплавець, який став королем острова Табар у Папуа Новій Гвінеї після того, як потрапив у корабельну аварію в 1904 році. Його вважають прототипом Ефраїма Довгапанчохи (батька Пеппі Довгапанчохи) — персонажа низки дитячих книжок шведської письменниці Астрід Ліндгрен.

## Життєпис
Петтерссон був одним із шести дітей у сім'ї Карла Вільгельма та Йоганни Петтерссонів. Батько залишив сім'ю, коли Карл був ще дитиною. В 1892 році, коли йому було приблизно 17 років — влаштувався моряком. Зрештою опинився на архіпелазі Бісмарка в Німецькій Новій Гвінеї, де працював на німецьку торгову компанію «Neuguinea-Compagnie», штаб-квартира якої була в місті Кокопо.

## Аварія
Під час одного з плавань судно Петтерссона «Герцог Йохан Альбрехт» (Herzog Johan Albrecht) затонуло. Це сталось на Різдво 1904 року поблизу острова Табар у провінції Нова Ірландія. Моряка викинуло на берег. Жителі острова відвели його до свого місцевого короля Ламі, де Карл сподобався його дочці, принцесі Сінгдо. У 1907 році вони одружилися. На острові йому вдалося створити власну кокосову плантацію, яку він назвав Teripax. Він став королем після смерті свого тестя. Серед місцевих жителів його називали «Сильний Чарлі» через неабияку фізичну силу. Шведські газети надрукували серію оповідань про Петтерссона та його пригоди.

## Подальше життя
Петтерссону вдалось розширити свій бізнес двома плантаціями — спочатку з'явилась «Maragon» на острові Сімбері, а пізніше «Londolovit» на островах Ліхір. Він з повагою ставився до місцевих звичаїв і виявляв турботу до своїх працівників, що було незвично на той час, тому він став дуже популярним серед місцевих жителів. У нього із Сінгдо народилось дев'ять дітей, одне з яких померло немовлям. Усі діти отримали шведські імена. Його дружина померла в 1921 році після пологової гарячки.
У 1922 році Петтерссон поїхав до Швеції шукати нову дружину, яка могла б піклуватися про його дітей. Там він також відвідав свого давнього друга Біргера Мернера, з яким познайомився в південній частині Тихого океану. В Швеції він зустрів англо-шведку Джессі Луїзу Сімпсон; разом вони повернулися на острів Табар, де одружилися в 1923 році. За відсутності Петтерссона плантація занепала, і він став близьким до банкрутства. Крім того, вони з дружиною захворіли на малярію. Він намагався відбудувати плантацію, але невдалі інвестиції та складні умови ринку ускладнювали ситуацію.
Проте Петтерссону вдалось знайти золото на родовищі острова Сімбері, яке він потім роками тримав у таємниці (нині група островів Табар має одне з найбільших у світі родовищ золота). Після того як справи пішли вгору, Петтерссон вирішив покинути острів. Його дружина Джессі поїхала в Австралію на лікування, а потім повернулася до Швеції. Вона померла в Стокгольмі від малярії та раку 19 травня 1935 року. Здоров'я Петтерссона також погіршилося.
Петтерссон покинув Табар у 1935 році, але до Швеції так і не повернувся. Він помер від серцевого нападу в Сіднеї 12 травня 1937 року.